# Camaricus pulchellus
Camaricus pulchellus là một loài nhện trong họ Thomisidae.
Loài này thuộc chi Camaricus. Camaricus pulchellus được Eugène Simon miêu tả năm 1903.